# Euxiphidiopsis haudlata
Euxiphidiopsis haudlata är en insektsart som först beskrevs av Andrej Vasiljevitj Gorochov 1994.  Euxiphidiopsis haudlata ingår i släktet Euxiphidiopsis och familjen vårtbitare. Inga underarter finns listade i Catalogue of Life.